# Global Engagement Center
La Global Engagement Center est une ancienne agence fédérale des États-Unis créée en 2016 par le remplacement du Center for Strategic Counterterrorism Communications mise en place en 2011 et supprimée le 24 décembre 2024 à la suite d'une coupe budgétaire du congrès américain. 
Sa fonction était de lutter contre la désinformation étrangère sur internet. 
En décembre 2022, le secrétaire d’État Antony Blinken a annoncé la nomination de James Rubin au poste d’envoyé spécial et de coordinateur du GEC, sous la responsabilité du sous-secrétaire d'État à la diplomatie publique et aux affaires publiques des États-Unis (en).
A sa fermeture, l'agence employait 120 personnes et disposait d'un budget de 61 millions de dollars.